# Jankowice (powiat chrzanowski)
Jankowice – wieś w Polsce położona w województwie małopolskim, w powiecie chrzanowskim, w gminie Babice.
W latach 1975–1998 miejscowość należała administracyjnie do województwa katowickiego.
| SIMC    | Nazwa     | Rodzaj    |
| ------- | --------- | --------- |
| 1048078 | Folwark   | część wsi |
| 0211850 | Kolonia   | część wsi |
| 0211866 | Krzyżówki | część wsi |
| 0211872 | Podlesie  | część wsi |

Miejscowość Jankowice, jest położona odległości 4 km na południe od Nadwiślańskiego Parku Etnograficznego i wzgórza Lipowiec w miejscowości Wygiełzów (województwo małopolskie). Na wzgórzu tym znajdują się ruiny XIII-wiecznego zamku, u stóp wzgórza Lipowiec w wyżej wymienionym parku, prezentuje się budownictwo Krakowiaków Zachodnich (od Krakowa. Jankowice leżą jeden kilometr na północ od Wisły, naprzeciw ujścia rzeki Skawy. Na Wiśle jest zbudowany próg wodny oraz most prowadzący drogą do Zatora. Od strony zachodniej Jankowice otoczone są lasem sosnowym i świerkowym sięgającym okolic Libiąża. 

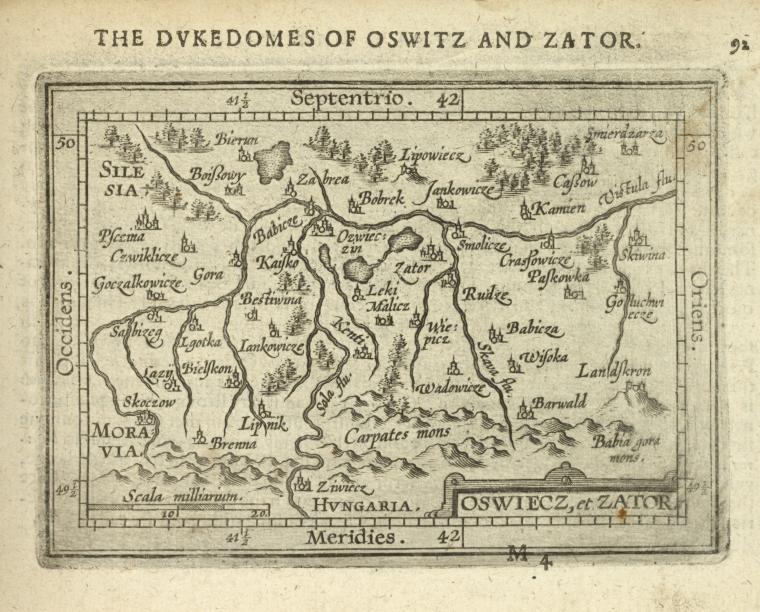
Jankowice na starej mapie z 1603 roku autorstwa Abrahama Orteliusa

Według legendy osada powstała w średniowieczu i została założona przez trzech ocalałych mężczyzn o imieniu Jan. W przeszłości wieś należała do klucza lipowieckiego. W latach po II wojnie światowej Jankowice liczyły ok. 180 gospodarstw zamieszkałych przez 800 osób. Ludność trudniła się rolnictwem, które było bardzo rozdrobnione. Duża część osób dojeżdżała do pracy w kopalniach węgla w Libiążu, Jaworznie, w fabryce materiałów ogniotrwałych Stella w Chrzanowie oraz fabryki lokomotyw Fablok w Chrzanowie. Ponadto na dużą skalę wyplatano wyroby wikliniarskie.
W miejscowości funkcjonuje rzymskokatolicki rektorat Matki Bożej Fatimskiej.